# 勒夸薩鄉
46°00′N 26°53′E / 46.000°N 26.883°E
勒夸薩鄉（羅馬尼亞語：Comuna Răcoasa, Vrancea），是羅馬尼亞的鄉份，位於該國東部，由弗朗恰縣負責管轄，面積90平方公里，海拔高度318米，2002年人口3,547，人口密度每平方公里39人。